# Morti nel 41
| Questa pagina contiene informazioni ricavate automaticamente dalle voci biografiche con l'ausilio del template Bio e di un bot. L'aggiornamento è periodico e automatico e ricostruisce completamente la pagina. Se manca una persona in questa lista, sei pregato di non aggiungerla, ma accertati piuttosto che la sua voce biografica contenga il template Bio e che i dati anagrafici siano correttamente compilati. Se il template Bio manca, inseriscilo tu stesso o, in alternativa, metti l'avviso {{tmp\|Bio}} che ne segnala la mancanza. Se i dati riportati sono sbagliati, correggi direttamente la voce biografica; le modifiche saranno visibili in questa lista entro pochi giorni. Per chiarimenti vedi il progetto biografie. La lista contiene solo le 9 persone che sono citate nell'enciclopedia e per le quali è stato implementato correttamente il template Bio. Pagina aggiornata al 10 mag 2025. |

- 24 gennaio - Caligola, imperatore romano (n. 12)
- 24 gennaio - Milonia Cesonia, nobildonna romana
- 24 gennaio - Giulia Drusilla, nobildonna romana (n. 39)
- 24 gennaio - Publio Nonio Asprenate, magistrato e senatore romano
- Marco Arrecino Clemente, politico romano
- Cassio Cherea, politico romano (n. 12 a.C.)
- Giulia Livilla, nobildonna romana (n. 18)
- Lucio Cassio Longino, politico e senatore romano
- Protogene, funzionario romano